# Чивитакампомарано
Чивитакампомарано (итал. Civitacampomarano) —  коммуна в Италии, располагается в регионе Молизе, в провинции Кампобассо.
Население составляет 676 человек (2008 г.), плотность населения составляет 18 чел./км². Занимает площадь 38 км². Почтовый индекс — 86030. Телефонный код — 0874.
Покровителем коммуны почитается святой Либератор, празднование 13 мая.

## Демография
Динамика населения:

## Администрация коммуны
- Официальный сайт: http://www.comune.civitacampomarano.cb.it